# Manuel Busto Algarín
Juan Manuel Busto Algarín (31 de enero de 1987, Sevilla, España), conocido como Manuel Busto, es un compositor y director de orquesta español con creaciones también como poeta.

## Formación y comienzos.
Natural de Los Palacios y Villafranca comenzó sus estudios musicales con su abuelo Antonio Algarín León. Estudió principalmente composición con Alfonso Romero (miembro de ECCA) y A. J. Flores, y dirección de orquesta con Normal Milanés.
En el plano académico estudió composición, dirección de coro y saxofón en Conservatorio Superior de Música Manuel Castillo de Sevilla; Análisis e Investigación del Flamenco en la Universidad de Huelva, perfeccionando su formación en Accademia Musicale Chigiana de Siena (Italia), en la Academia del Festival de Lucerna (Lucerna,Suiza), Verona y Londres, con G. Gelmetti o B. Haitink.
A edad temprana comienza su experiencia como director vinculado al coro de voces blancas Lux Aeterna, banda municipal de música Fernando Guerrero y escolanía de Los Palacios.

## Trayectoria como director
Su trayectoria como director de orquesta está vinculada tanto a la ópera, como al repertorio sinfónico, el ballet y el flamenco. Su repertorio abarca desde el renacimiento hasta el siglo XX. y XXI. habiendo debutado con orquestas y teatros como Palacio de las Artes Reina Sofía, Orquesta de la Comunidad Valenciana, National Taiwan Symphony Orchestra , Orquesta Sinfónica Nacional de Colombia, Teatro Comunale (Bolonia), Teatro Lírico Nacional de La Zarzuela, Real Orquesta Sinfónica de Sevilla,así como su labor como uno de los principales directores invitados en el Ballet Nacional de España o en la Fondazione Nazionalle della Danza Aterballetto (Italia).
Su carrera se desarrolla tras una sólida experiencia como director asistente de importantes maestros maestros como Maurizio Benini, Carlo Rizzi, Corrado Rovais, Cristóbal Soler o Pedro Halffter, y en su curriculum figuran teatros u orquestas como la BBC London Symphony Orchestra, Netherlands Philarmonic Orchestra, Orchestra Regionale dalla Lombardía (I Pomeriggi Musicali di Milano), Orquesta Sinfónica Nacional de Colombia, Orchestra della Fondazione Teatro Lirico di Trieste, National Taiwan Opera House, Taipei Opera Theater, Oviedo Filarmonía, Orquesta de la Opera y Ballet Nacional de Moldavia, Orquesta de la Academia Barenboim-Said, Orquesta del Teatro Comunale di Bologna, Orquesta de la Ópera y Ballet Nacional de Albania,Teatro Campoamor, Orquesta Sinfónica de Extremadura, Orquesta de la Comunidad de Madrid,  Teatro de la Maestranza  Orquesta Sinfónica Portuguesa,  Joven Orquesta Nacional de España, Orquesta de Solistas de Londres, Orquesta Sinfónica de Brasov, Orchestra della fondazione Bulgaria Classic y la Orquesta de Cámara de l´Arena de Verona, así como colaborado con importantes institucione como la Fundación-Archivo Manuel de Falla en la primera doble producción en Asia de La vida breve - El amor brujo de Manuel de Falla o en la celebración del centenario de El Retablo de Maese Pedro.
Su amplio y variado repertorio lo llevan del renacimiento y primer barroco gracias a sus inicios corales con obras de Palestrina o Monteverdi,  a la música más actual con compositores como Tomás Marco o Laura de la Vega, bajo un consolidado repertorio sinfónico coral clásico y romántico en el que destacan las sinfonías de W. A. Mozart o L. van Beethoven, un repertorio operístico experimentado que desde un sólido conocimiento del belcanto al repertorio alemán, con títulos de como Norma, La Traviata, Rigoletto, Il barbiere di Siviglia, La Bohème, Aida, Turandot, Der König Kandaules, Tannhäusser, y un largo etc. que se detiene en la zarzuela con títulos como La Verbena de la Paloma o Marina, y que llega hasta el ballet clásico, contemporánea o español, dirigiendo títulos en su carrera tan variados como El cascanueces, El sombrero de tres picos o Don Juan. 

## Trayectoria como compositor-creador
Como compositor desde 2022 forma parte del catálogo de la prestigiosa editorial Universal Edition, siendo reconocido por parte de la Fundación BBVA en la categoría música y ópera con la Beca Red-Leonardo 2021, así como distinguido por parte la Fundación SGAE y la AEOS dentro de los Incentivos a la Creación Sinfónica por Encargo 2023.
Entre sus trabajos destacamos varias óperas, como Bodas de sangre (opera de gran formato donde firma también el libreto sobre texto de García Lorca), la ópera de cámara La Mujer Tigre encargo y coproducción del Teatro de la Maestranza y el Teatro Lope de Vega (con libreto de Julio León Rocha),  o la ópera de cámara Monólogo a 2: Existencia (con libreto del propio Busto y estrenada en el Festival de Música Contemporánea de Córdoba, En el terreno del ballet ha recibido encargos sinfónicos por parte del Ballet Nacional de España, como Invocación boleraJauleña, o La Bella Otero con coreografía de su director Rubén Olmo, por parte de la Fondazione Nazionalle della Danza Aterballetto para quien firma la partitura de orquesta del Don Juan de Johan Inger, sobre tema original de Marc Álvarez, el ballet Lluvia para la compañía taiwanesa Genio Dance Group. , o Silencio&Ruido de la compañía de Manuela Nogales. En el plano sinfónico coral destacar Soniquete: sinfonía ...de lo jondo n.1 estrenada por la orquesta Ciudad de Granada en el Auditorio Manuel de Falla dentro de su temporada de abono, así como las colaboraciones con el Teatro Lírico Nacional de La Zarzuela, o el Coro y Orquesta Joven e Andalucía. Por último, es reseñable su labor como compositor de las bandas sonoras para el largo documental Fernanda y Bernarda de Rocío Martín, o Todo el pasado por delante de Luis Delgado y Emilio Belmonte, así como para muy premiado corto de animación The day I Killed my Best Friend de Antonio J. Busto
Sus obras han formado parte de importantes programaciones de teatros como el New York City Center, el Palau de Les Arts Reina Sofía de Valencia, Tel Aviv Opera House, Teatro de la Maestranza, o el Palacio de Bellas Artes de Méjico, el Festival Internacional de Música y Danza de Granada, o Dance Open Festival de San Petersburgo, Arsht Center Miami,  interpretadas por formaciones como la Orquesta de la Comunidad de Madrid, Real Orquesta Sinfónica de Sevilla, Orquesta Sinfónica Nacional de Colombia, Orquesta de la Comunitat Valenciana, Orquesta y Coro Joven de Andalucía, Orquesta Sinfónica de Extremadura, Orquesta de la Academia (Baremboim-Said, Ensemble del Consevatorire Boulogne-Billancourt de París, Orquesta Bética de Cámara, Dúo Lísus, Trío Arbós , Proyecto Lorca, y retrasmitido por RTVE o RTVA, o formando parte de las giras internacionales del BNE o Aterballeto por Alemania, Francia, EEUU, Méjico, España, etc.

## Flamenco
Su experiencia y conocimiento con el flamenco lo hacen el director y compositor de orquesta con mayor criterio,  colaborando como compositor o director con artistas como Rafael Riqueni, Rafaela Carrasco, Rubén Olmo,Patricia Guerrero, Javier Barón, Fernando Romero, Miguel Ortega, El Turry, Agustín Diassera, Dani de Morón, David Coria, Ana Morales, etc. o instituciones como el Ballet Nacional de España, Ballet Flamenco de Andalucía, Bienal de Flamenco de Sevilla, Festival de Flamenco de Jerez o Suma Flamenca de Madrid.
Destacar también su presencia en la celebración del 100 Aniversario del Concurso de Cante Jondo de Granada de 1922 con un programa extraordinario con el título "De la Antequeruela al Sacromonte", además del programa de abono dentro del "espacio jondo", donde dirigió una versión revisada en lo flamenco por sí mismo de Alegro-Soleá de Enrique Morente y Antonio Robledo, además de su obra "De la Antequeruela... (breve introducción de Falla al cante primitivo), con la voz de Antonio El Turry y el piano de Juan Carlos Garvayo, y que en 2024 fue llevada al disco.
En su faceta de investigador destacar la invitación recibida para el Congreso por el Centenerario de Antonio Ruiz Soler, realizando la ponencia: "Las músicas de Antonio". 
Dentro de su obra destacan diversas obras de marcado carácter experimental vinculadas al flamenco, como son sus óperas La Mujer Tigre (2022), ópera de cámara vinculada al desarrollo de un doctorado creativo por la Universidad de Huelva, o Bodas de Sangre (2025), en este caso ópera de gran formato, siendo las primeras óperas donde los códigos flamencos y el lenguaje clasico-contemporáneo está en igualdad de condiciones, llegando a escribir en la partitura no solo las lineas vocales de los cantaores/as sin la utilización de citas, sino la dimensión sonora de pies y otros sonidos del baile flamenco dentro de la partitura musical.

## Literatura
Su obra lírico-literaria comprende tres poemarios, de los cuales destacamos los publicados por Ediciones Pangea Cuaderno Sonoro (con ilustraciones de Inma Fierro y prólogo de Jacobo Cortines) presentado en el Teatro de la Maestranza en 2019, y Sombras en la luz (con ilustraciones de Patricio Hidalgo y Hsueh Yu Hsien, que fue presentado en el Ateneo de Madrid en 2024.
En el género dramático es autor de los libretos operísticos Monólogo a 2: Existencia, y Bodas de sangre (sobre la obra original de Federico García Lorca, así como la colaboración con diversas revistas, programas de mano, conferencias o la autoría de diversos prólogos.

### Selección de composiciones
Entre sus composiciones destacan las siguientes:
- Apocén. Para ensamble de saxofones. Estreno, París. (2010)
- The day I killed my best friend. Banda sonora para cortometraje de animación de A. J. Busto. Primer premio del British Animation Award (2012)
- Fantasía en Navidad (sobre melodías populares). Para orquesta y coro. Encargo para el Teatro Lírico Nacional de "La Zarzuela" para el concierto de Navidad 2014.
- Gernika. Para cuarteto o quinteto de clarinetes (2017)
- Silencio&Ruido. Para soprano, mezzosoprano, contratenor, tenor, barítono y violonchelo. Encargo de la compañía de danza contemporánea de Manuela Nogales (2017)
- Plegaria y redención del pez. Para coro mixto, doble quinteto de viento y percusión. Estreno por el Coro y Orquesta Joven de Andalucía (2018)
- Miniaturas Boleras. Para orquesta de cámara. Encargo para la Bienal de Flamenco de Sevilla por la compañía de Rafaela Carrasco (2018)
- Monólogo a 2: Existencia. Ópera de cámara. Texto Manuel Busto. Estreno Dúo Lisus y Nati Villar Festival de Música Contemporánea de Córdoba (2019)
- Guerrero. Para cantaor y piano. Estreno Teatro de la Maestranza de Sevilla (2019)
- Invocación Bolera. Para gran orquesta sinfónica. Encargo del Ballet Nacional de España (2019-2020)
- Jauleña. Para gran orquesta sinfónica. Encargo del Ballet Nacional de España (2019-2020)
- Jaleo´s Bright. Para flautín, percusión y cinta. Encargo de Solar dúo (2019)
- Suite Sevilla. Partitura para orquesta, arr. y orquest. sobre música original de Rafael Riqueni. Bienal de Flamenco de Sevilla (2021)
- La Bella Otero. Para gran orquesta sinfónica. Encargo del Ballet Nacional de España (2019-2020)
- L´apache´s. Para saxofón alto solo. Encargo del Gran Canaria International Saxophone Competition (2021)
- Don Juan. Partitura para orquesta, arr. y orquest. sobre música original de Marc Álvarez. Encargo de la Fondazione Nazionalle della Danza Aterballetto (2021)
- La Mujer Tigre. Ópera de cámara o tonadilla escénica contemporánea. Encargo del Teatro de la Maestranza y del Teatro Lope de Vega (Sevilla) (2021-2022)

### Poesía
Ha escrito dos poemarios, Cuaderno sonoro (ediciones Pangea ,2019) y Sombras en la luz:

## Reconocimientos/Premios
- Joven del año por el Ayuntamiento de los Palacios y Villafranca (2013).[26]

- Premio El Ojo Crítico de Música Clásica (2024).[27]
- Alumni Insigne por la Universidad de Huelva 2024
- Premio Extraordinario por la Universidad fin de Master por su trabajo de carácter creativo dentro del Master Interuniversitario en Investigación y Análisis de Flamenco 2020
- Primer premio en el Classical Music Stars International Competition en la categoría de Composición. 2024
- Premio "Incentivo a la Creación: Obra sinfónica por encargo" de la Fundación SGAE y la AEOS (Asociación Española de Orquestas Sinfónicas) 2023